# Ситанец-Волица
Ситанец-Волица (пол. Sitaniec-Wolica) — деревня в Замойском повете Люблинского воеводства Польши. Входит в состав гмины Замость. Находится примерно в 5 км к северо-западу от центра города Замосць. По данным переписи 2011 года, в деревне проживал 731 человек.
В 1975—1998 годах деревня входила в состав Замойского воеводства.

## Население
Демографическая структура по состоянию на 31 марта 2011 года:
|         | Всего | До трудоспособного возраста | Трудоспособного возраста | Старше трудоспособного возраста |
| ------- | ----- | --------------------------- | ------------------------ | ------------------------------- |
| Мужчины | 366   | 85                          | 242                      | 39                              |
| Женщины | 365   | 66                          | 223                      | 76                              |
| Всего   | 731   | 151                         | 465                      | 115                             |